# Жабокрицкий, Александр Сергеевич
Алекса́ндр Серге́евич Жабокрицкий (укр. Олександр Сергійович Жабокрицький; род. 29 января 1981, Умань, Черкасская область) — украинский футболист, полузащитник. Детский тренер в клубе «Севастополь». Мастер спорта по футболу.

## Биография
Александр родился 29 января 1981 года в городе Умань, Черкасской области. В семь лет вместе с семьёй переехал в город Славутич, так как его отец работал на Чернобыльской АЭС.
В Славутиче Жабокрицкий в девять лет начал играть в футбол, хотя в начале занимался лёгкой атлетикой. Позже он также непродолжительное время учился в киевском республиканском интернате.
Когда он учился в 10 классе его пригласили в клуб Второй лиги Украины — «Славутич-ЧАЭС». В составе команды он провёл всего 2 матча в сезоне 1997/98. Вскоре клуб прекратил существование.
Затем Жабокрицкий пошёл в армию, так как не смог поступить в один из вузов Чернигова. Служил он на фрегате «Гетман Сагайдачный» с 1999 года по 2001 год. На одном из мини-футбольных турниров его заметили, по одной версии это был Валерий Петров, а по другой Александр Красильников. С 2001 года по 2002 год выступал за севастопольскую любительскую команду «Судостроитель».
В 2002 году был основан клуб «Севастополь» и вскоре Валерий Петров пригласил его в команду. В команде сначала был запасным игроком, со временем стал основным игроком и капитаном. В сезоне 2005/06 «Севастополь» стал бронзовым призёром Второй лиги, а в следующем сезоне клуб стал победителем турнира и вышел в Первую лигу.
В сезоне 2009/10 «Севастополь» смог стать победителем Первой лиги Украины и выйти в Премьер-лигу. Жабокрицкий по ходу сезона забил 8 мячей. В Премьер-лиге дебютировал 9 июля 2010 года в выездном матче против луганской «Зари» (0:0), Жабокрицкий начал матч в основе, но на 33 минуте был заменён на Таофика Салхи. По итогам сезона 2010/11 «Севастополь» занял предпоследнее 15 место и вылетел в Первую лигу, обогнав лишь запорожский «Металлург». В Премьер-лиге провёл 16 матчей и забил 2 мяча.
После аннексии Крыма Россией принял российское гражданство. В августе 2014 года был заявлен за «СКЧФ Севастополь-2» в чемпионат Крыма.
С 2019 года — тренер группы начальной подготовки в клубе «Севастополь».

## Достижения
- Победитель Первой лиги Украины (2): 2009/10, 2012/13
- Победитель Второй лиги Украины: 2006/07
- Бронзовый призёр Второй лиги Украины: 2005/06

## Вне футбола
Учился в Таврическом национальном университете по специальности «физическое воспитание», который окончил в 2012 году.

## Статистика
| Сезон   | Клуб          | Лига                 | Чемпионат | Чемпионат | Кубок | Кубок | Дубль | Дубль |
| Сезон   | Клуб          | Лига                 | Игры      | Голы      | Игры  | Голы  | Игры  | Голы  |
| ------- | ------------- | -------------------- | --------- | --------- | ----- | ----- | ----- | ----- |
| 1997/98 | Славутич-ЧАЭС | Вторая лига Украины  | 2         | 0         | 0     | 0     | —     | —     |
| 2002/03 | Севастополь   | Вторая лига Украины  | 8         | 0         | 0     | 0     | —     | —     |
| 2003/04 | Севастополь   | Вторая лига Украины  | 23        | 2         | 1     | 0     | —     | —     |
| 2004/05 | Севастополь   | Вторая лига Украины  | 13        | 1         | 1     | 0     | —     | —     |
| 2005/06 | Севастополь   | Вторая лига Украины  | 27        | 1         | 0     | 0     | —     | —     |
| 2006/07 | Севастополь   | Вторая лига Украины  | 27        | 4         | 3     | 1     | —     | —     |
| 2007/08 | Севастополь   | Первая лига Украины  | 32        | 2         | 2     | 0     | —     | —     |
| 2008/09 | Севастополь   | Первая лига Украины  | 30        | 4         | 1     | 0     | —     | —     |
| 2009/10 | Севастополь   | Первая лига Украины  | 32        | 8         | 1     | 0     | —     | —     |
| 2010/11 | Севастополь   | Премьер-лига Украины | 16        | 2         | 2     | 1     | 8     | 2     |